# Sinaitische Schrift
Die sinaitische Schrift, nicht zu verwechseln mit der protosinaitischen Schrift der mittleren Bronzezeit, ist ein etwa im 2. Jahrhundert n. Chr. aus der nabatäischen Schrift entstandenes Schriftsystem. Es wurde hauptsächlich von den Teilnehmern der zahlreichen Handelskarawanen an den Felswänden des Waadi Muketteb auf der Sinaihalbinsel verwendet. Die meisten Inschriften entstanden im 3. Jahrhundert. Auch hier nimmt die Anzahl der Ligaturen weiter zu. In einigen Inschriften wird sogar zuerst eine untere Verbindungslinie gezogen und auf diese die oberen Buchstaben aufgesetzt. Diese Verbindungslinie ist auch in den syrischen und später den arabischen Schriften zu finden.